# Sierra Leone címere

Sierra Leone címere

Sierra Leone címere egy zöld színű pajzs, rajta egy lépegető oroszlánnal. A pajzs felső része fehér színű, rajta három fáklya látható, ékekkel elválasztva a zöld mezőtől. Alsó része kék és fehér hullámos sávokból áll. A pajzsot két sárga oroszlán tartja, illetve közvetlen mellettük egy-egy pálmafát helyeztek el. Alul egy szalagon olvasható az ország mottója: „Unity, Freedom, Justice” (Egység, szabadság, igazság). 